# ポール・キーティング
ポール・ジョン・キーティング（Paul John Keating、1944年1月18日 - ）は、オーストラリアの元政治家。第24代オーストラリア首相。

## 生い立ちと上昇
キーティングは、シドニー郊外のバンクスタウンで労働者階級の家庭に生まれた。ボイラー製造工の父親マット・キーティングは4人の子供を持ち、アイルランドカトリックの労働組合代表であった。キーティングはカトリックの学校で教育を受けた。キーティングはジェームズ・スカリンが1932年に辞任して以来初のカトリック教徒の労働大臣であった。
キーティングは14歳で学校を卒業すると店員になり、続いて労働組合の調査助手となった後、加盟資格を得るとすぐに労働党に加盟した。
キーティングは、労働党でローリー・ブレレートン、グラハム・リチャードソン、ボブ・カーのような著名な活動家と出会う。そして、1990年代に労働党党首となるニューサウスウェールズ州のジャック・ラングとの友情を深めた。キーティングはラングと週ごとに政治について議論を行い、1972年には彼の労働党の党籍回復に成功した。キーティングはシドニー西部郊外のブラクスランド労働党代表の議席を得て、1969年には25歳で下院議員に選出された。

## 首相として
ボブ・ホーク政権下で改革派の財務大臣として就任し、1991年にホークの後を継いで首相に就任すると、1993年の「難攻不落の」総選挙では混乱した勝利を収めた。
首相2期目で経済問題にますます関心を持ち始めた有権者にその「青写真」を印象づけることに失敗し、1996年の選挙で敗北し、首相を退いた。

## 首相退陣後
2021年11月、キーティングはAUKUS体制と米国と英国によるオーストラリアへの原子力潜水艦の供与計画を批判し、「中国との戦争に巻き込まれるのを避けるべきだ」と主張した。中台の戦争可能性については、台湾側が正式に独立を宣言しない限り、中国側が軍事行動を開始するとは考えないと述べた。また、中国新疆ウイグル自治区の人権状況を批判することが重要だが、インド領カシミールでのムスリムの扱いについても同様に批判すべきであると述べた。